# 塔尔巴
塔尔巴（Tarbha），是印度奥里萨邦Sonapur县的一个城镇。总人口7993（2001年）。

## 人口
该地2001年总人口7993人，其中男性4070人，女性3923人；0—6岁人口937人，其中男469人，女468人；识字率68.32%，其中男性为78.45%，女性为57.81%。